# فقیع
فقیع (به عربی: الفقیع) یک روستا در سوریه است که در ناحیه کفرنبل واقع شده‌است. فقیع ۱٬۰۱۵ نفر جمعیت دارد.